# فينود كومار (لاعب كريكت)
فينود كومار (31 يوليو 1987 في الهند - ) هو لاعب كريكت هندي.

## وصلات خارجية
- فينود كومار على موقع إي آس بي آن كريك إنفو (الإنجليزية)